# Рой (мини-сериал, США)
«Рой» (англ. Swarm) — американский сатирический мини-сериал ужасов в жанре черной комедии, созданный Джанин Наберс и Дональдом Гловером. В нем рассказывается о Дре (Доминик Фишбэк), молодой женщине, чья одержимость поп-звездой принимает мрачный оборот.
Сериал дебютировал 17 марта 2023 года на Amazon Prime Video. Он получил положительные отзывы критиков, а игра Фишбэк получила широкое признание, в том числе номинацию за лучшую женскую роль в мини-сериале или фильме на 75-й прайм-тайм премии «Эмми».

## Синопсис
Сериал рассказывает историю Дре, молодой женщины, которая по уши влюблена в Ни’Джу, всемирно известную поп-звезду, чьи поклонники известны как «Рой». Шоу — это глубокое погружение в жизнь Дре, ее желания, ее фанатизм и то, как это приводит ее к мрачному, неожиданному повороту.

## Актеры и роли

### Главные герои
- Доминик Фишбэк — Андреа «Дре» Грин, молодая женщина, чья одержимость Ни’Джей, всемирно известной поп-звездой, ведет ее по темному и смертоносному пути через Соединенные Штаты
- Хлоя Бейли — Марисса «Рис» Джексон, приемная сестра Дре

### Приглашенные актеры
- Демсон Идрис — Халид, парень Мариссы
- Рори Калкин — Маркус, мужчина, с которым Дре знакомится в клубе
- Карен Родригес — Эрика, подруга и начальница Мариссы
- X Mayo — Чикс, босс Дре в стриптиз-клубе, также стриптизерша
- Аткинс Эстимонд — Реджи, мужчина, за которым охотится Дре, писал негативные твиты о Мариссе и Ни’Дже
- Байрон Бауэрс — Джордж, звукорежиссер, которого Дре использует, чтобы сблизиться с Ни’Джей
- Стивен Гловер — Каше, рэпер и муж Ни’Джи, пастиш на Jay-Z
- Билли Айлиш — Ева, лидер культа расширения прав и возможностей женщин, которая берет Дре под свое крыло
- Кейт Лин Шейл — Крикет, девушка, которая предлагает Дре пожить у нее во время Боннару.
- Леон Робинсон — Харрис, отец Мариссы, который винит Дре в ее смерти
- Рикки Томпсон — Кенни, мужчина, работающий в мастерской по ремонту телефонов в Хьюстоне, который отказывается чинить телефон Мариссы для Дре
- Хизер Симмс — Лоретта Грин, детектив из «реального мира», которая начала понимать, что у убийств есть связь: все жертвы оскорбляли суперзвезду, у которой есть множество поклонников в социальных сетях
- Кирси Клемонс — Рашида, аспирантка, в которую влюбляется Дре
- Кри Саммер — Джеки, мать Рашиды
- Норм Льюис — Уилбур, отец Рашиды

Кроме того, Нирин С. Браун снимается в роли Ни’Джы, поп-звезды, которую Дре боготворит. Она является пастишем на Бейонсе.

## Эпизоды

### Stung (Уязвленная)
В 2016 году Андреа «Дре» Грин, ушедшая в себя, живет со своей приемной сестрой Мариссой в Хьюстоне. Хотя интерес Мариссы к поп-звезде Ни'Дже с возрастом угас, Дре по-прежнему одержима ею. После инцидента на их работе Марисса решает провести ночь с Халидом и раскрывает свои планы переехать к нему. Дре пытается остановить ее, рассказывая о поведении Халида и его попытках изменить ей, что приводит Мариссу в ярость. Затем Марисса уходит. Когда Ни'Джа выпускает альбом-сюрприз, воодушевленная Дре отправляется в клуб и лишается девственности. Она просыпается и обнаруживает, что Марисса покончила с собой после ссоры с Халидом, обвинив его в измене, а поклонники Ни'Джи в Твиттере утверждают, что она сделала это из-за нового альбома. Дре отправляется в дом Халида и, несмотря на явное проявление им раскаяния, импульсивно убивает его в приступе психопатической ярости.

### Honey (Сладкая)
2017 год. Дре работает стриптизершей в Фейетвилле, штат Теннесси, пытаясь найти Реджи Уилкинса, одного из тех, кто писал в Твиттере о Мариссе и Ни'Дже. Стриптизерша с жестоким бойфрендом набрасывается на Дре, которая убивает ее бойфренда, став свидетелем их ссоры. Стриптизерша обнаруживает, что она перевозит тело, и решает помочь, но Дре убивает ее после захоронения. Группа стриптизерш просит Дре подвезти их на вызов на дом. На обратном пути у нее спускает колесо, но Уилкинс, водитель встречного эвакуатора, предлагает починить машину у его дома. Когда он заканчивает, Дре возвращается в дом и нападает на него. Он берет верх и начинает душить ее, но стриптизерши приходят за ней и убивают его. Она уезжает, оставив их с телом.

### Taste (Вкус)
Четыре месяца спустя Дре выслеживает и убивает людей, которые оскорбляют Ни'Джу в Твиттере. Она отправляется в Лос-Анджелес и выслеживает свою следующую цель, но замечает мужчину, работающего на вечеринке по случаю выхода нового альбома мужа Ни'Джи. Она следует за ним до дома, соблазняет его, заставляя  взять её с собой на вечеринку, и запирает его в морозилке. Она проникает на вечеринку и приближается к Ни'Дже, но, ошеломленная, кусает ее и убегает.

### Running Scared (Убегая в страхе)
Еще четыре месяца спустя Дре едет в Боннару, чтобы встретиться с Ни'Джей, за ней следит полицейский, но ее спасает девушка на заправке. Девушка приводит ее в группу белых женщин «Расширение прав и возможностей женщин», возглавляемую Евой, которой нравится Дре. Она обнаруживает, что ее окровавленную машину вычистили, а телефон пропал. Во время серии интенсивных «психологических» сеансов с Евой Дре рассказывает о своих отношениях с Мариссой и о том, что ей нравилось совершать убийства. Во время ритуала она впадает в панику и хочет уйти, но Ева пытается манипулировать ею и шантажировать, чтобы она осталась. Дре забирает свой телефон, садится в машину и насмерть сбивает Еву, уезжая и попутно убивая члена группы, который цеплялся за крышу ее машины. Она добирается до Боннару, но обнаруживает, что все уже закончилось.

### Girl, Bye (Пока, девочка)
Месяц спустя отец Мариссы, Харрис, отключает номер ее телефона, что заставляет Дре вернуться в Хьюстон. Она встречается со своим бывшим боссом и придумывает историю о том, что работала визажистом у матери Ни'Джи. Она врывается в дом Харриса и крадет его пистолет, который использует, чтобы заставить его жену снова включить телефон. Харрис, обвиняя Дре в самоубийстве Мариссы, пытается застрелить ее из дробовика. Она бежит в старую комнату Мариссы и замирает, когда видит свое старое святилище Ни'Джи, а затем едва не выпрыгивает в окно.

### Fallin' Through the Cracks (Падая сквозь трещины)
Документальный фильм о настоящих преступлениях рассказывает о детективе из Мемфиса Лоретте Грин, расследующей убийства Дре. Она устанавливает связь между жертвами и их неприязнью к чрезвычайно популярной и влиятельной исполнительнице, предположительно Бейонсе, и прослеживает ее до Халида. Она находит Дре через страницу Мариссы в Instagram и навещает мать Мариссы Патрицию в Хьюстоне, которая рассказывает Грин, что Дре в прошлом зарезала одну из подруг Мариссы, из-за этого инцидента ее выгнали из семьи. Соцработница Дре отказывается раскрывать Грин свое прошлое и обвиняет режиссера в том, что он хочет игнорировать свои собственные недостатки, выискивая недостатки Дре. В конце концов, Грин узнает, что Дре была арестована за вторжение на сцену во время концерта Бейонсе в Атланте, и отправляется поговорить с ней. Показаны кадры интервью Дональда Гловера, в которых он утверждает, что работает над шоу о Дре. Это, наряду с тем, что каждого персонажа играет другой актер, наводит на мысль, что «Рой» - это воссоздание событий, которые, как предполагается, произошли в реальном мире.

### Only God Makes Happy Endings (Только Бог создает счастливые финалы)
В Атланте, в июне 2018 года, Дре, выбросив свой телефон и выдавая себя за сексуально неоднозначную лесбиянку по имени Тони, отправляется домой с аспиранткой по имени Рашида. Когда полиция находит ее машину, она заводит отношения с Рашидой, несмотря на ее сильную неприязнь к Ни'Дже. В конце концов она знакомится с родителями Рашиды и переезжает к ней. Дре дарит на их годовщину билеты на концерт Ни'Джи, что приводит к ссоре, в ходе которой она душит Рашиду до смерти. Она сжигает тело, но случайно оставляет билеты в кармане Рашиды. Она убивает спекулянта из-за его билета и выбегает на сцену, но Ни'Джа, которая представляет ее как Мариссу, останавливает охрану и позволяет ей обратиться к толпе. Она говорит фанатам, что любит их, и уходит вместе с Ни'Джей, со слезами на глазах кладя голову ей на плечо, когда они садятся в ее машину.

## Релиз
Премьера «Роя» состоялась 10 марта 2023 года на кинофестивале South by Southwest. Все семь эпизодов были выпущены 17 марта 2023 года на Amazon Prime Video.